# Brother Where You Bound
Brother Where You Bound è l'ottavo album del gruppo rock progressivo Supertramp, uscito nel 1985.
Questo è il primo album dei Supertramp pubblicato dopo che il membro originario Roger Hodgson lasciò il gruppo. Esso include l'hit Cannonball.
Il brano Better Days comprende una lunga dissolvenza sonora con le voci dei quattro partecipanti chiave alle elezioni presidenziali degli Stati Uniti D'America 1984: citazioni di Geraldine Ferraro e Walter Mondale udibili dal canale sinistro e quelle di George H. W. Bush e Ronald Reagan dal canale destro, mixate con il lungo assolo di sassofono di John Helliwell.
Il brano che dà il titolo all'album della durata di oltre 16 minuti comprende Scott Gorham dei Thin Lizzy alla chitarra ritmica e David Gilmour dei Pink Floyd alla chitarra solista. Inoltre il brano contiene letture tratte dal romanzo 1984 di George Orwell.
Brother Where You Bound raggiunse il 21º posto della classifica su The Billboard 200 nel 1985 e vinse il disco d'oro, secondo la allora casa discografica del gruppo A&M Records, nel 1985, sebbene la R.I.A.A. non lo abbia ancora certificato.
Una versione CD rimasterizzata dell'album fu pubblicata il 30 luglio 2002 dalla A&M Records.

## Tracce
Tutte le canzoni sono state scritte da Rick Davies
1. Cannonball – 7.38
2. Still in Love – 4.36
3. No Inbetween – 4.36
4. Better Days – 6.15
5. Brother Where You Bound – 16.30
6. Ever Open Door – 3.06

## Formazione
- Rick Davies: voce e tastiera;
- John Helliwell: sassofono;
- Dougie Thomson: basso;
- Bob C. Benberg: batteria;

## Collaborazioni
- Brian Banks: programmazione synclavier
- Cha Cha: cori in Still in Love
- David Gilmour: assoli di chitarra in Brother Where You Bound
- Scott Gorham: chitarra in Brother Where You Bound
- Anthony Marinelli: programmazione synclavier
- Marty Walsh: chitarra in Cannonball, Still in Love, Better Days e Brother Where You Bound
- Doug Wintz: trombone in Cannonball
- Scott Page: flauto in Better Days e Brother Where You Bound
- Gary Chang: programmazione Fairlight e PPG